# Abbottov papirus
Abbottov papirus je pomemben politični dokument, povezan z ropi grobnic med vladanjem Dvajsete egipčanske dinastije v obdobju Novega kraljestva. Dokument omogoča vpogled v škandal med tekmecema Paverajem in Paserjem iz Teb.
Abbottov papirus se hrani v Britanskem muzeju pod številko 10221. Najditelj in prvotni lastnik nista znana. Leta 1857 je bil kupljen od Henryja Williama Charlesa Abbotta iz Kaira, po katerem je dobil ime.
Napisan je bil v obdobju Dvajsete dinastije v 16. letu vladanja Ramzesa IX. okoli leta 1100 pr. n. št. Po mnenju T. Erica Peeta se je vsebina papirusa dogajala  v štiridnevnem obdobju od 18. do 21. akheta, tretjega meseca sezone poplav.
Abbottov papirus je dolg 218 cm in visok 42,5 cm. Napisan je v hieratiki. Glavni dokument je dolg sedem strani na zadnji strani papirusa. Na sprednji strani sta dva seznama prič. Dokument je v odličnem stanju.

## Vsebina
Abbottov papirus obravnava rope grobnic, njegova osnovna vsebina pa je škandal med rivaloma Paserjem, županom vzhodnega brega Teb, in Paverom, županom zahodnega brega Teb. Po Peetovem mnenju je bil napisan s Paverovega vidika. Kot je že omenjeno, so v dokumentu opisani dogodki v štirih dneh tretjega meseca poplav v 16. letu vladanja Ramzesa IX.
18. dne se je začela preiskava grobnic, za katere je Pavero trdil, da so izropane. Komisija je preiskala deset kraljevih grobnic, štiri grobnice pevk s posestva božanske Adoatriks in nazadnje grobnice meščanov. Komisija je ugotovila, da so bile izropane grobnica kralja Sobekemsafa II., dve od štirih grobnic pevk in vse grobnice meščanov.
19. dne je bila preiskava grobnic v Dolini kraljic in grobnice kraljice Izide. Preiskovalci so seboj pripeljali bakrarja Pejkaruja iz templja Usimare Meriamun (Medinet Habu), ki je v 14. letu Ramzesovega vladanja priznal tatvino iz Izidine grobnice in grobnic v Dolini kraljic. Med iskanjem bakrar ni pokazal grobnic, v katere so vdrli, tudi potem, ko so ga brutalno pretepli. Preostanek dneva je bil porabljen za iskanje grobnic. Izkazalo se je, da nobena grobnica ni bila vandalizirana. 19. dne je bilo tudi praznovanje, ker so bile grobnice nedotaknjene.  Paser je uradnikom verjel in izjavil, da je bila preiskava uperjena neposredno proti njemu in da bo pri faraonu vložil pet pritožb.
20. dne so potekali razgovori med Paverom in vezirjem Kaemvasetom, ki so se končali z raziskavo petih Paserjevih pritožb.
21. dne je bilo sklicano Visoko tebansko sodišče. Po preučitvi Paserjevih obtožb, ki jih najavil 19. dne, in zaslišanju bakrarja je bil Paser diskreditiran.

## Povezave
Abbottov papirus je pomemben dokument v veliki shemi sojenj, ki so se ukvarjala z ropi grobnic. V povezavi z Amherstovim papirusom pomaga oblikovati popolnejšo sliko ropanja grobnic med vladanjem  Ramzesa IX.  iz Dvajsete dinastije. Abbottov in Amherstov papirus sta povezana preko ropanja grobnice kralja Sobekemsafa II. V Abbottovem papirusu je zapis, da je bila Sobekemsafova grobnica raziskana in najdena vandalizirana, v Amherstovem  papirusu pa je zabeleženo priznanje tatov, ki so bili obtoženi vandaliziranja grobnice.
Tudi druga povezava se ukvarja z ropi grobnic in kasnejšimi sodnimi procesi v prvih dveh letih obdobja, znanega kot Whm Mswt. Iz tega obdobja, ki se je začelo v 19. letu vladanja Ramzesa XI., je ohranjenih več papirusov, povezanih z ropanjem grobnic. Najpomembnejši so  papirusi  Mayer A, B.M. 10052 in B.M. 10403. Seznam tatov v Abbottovem dokumentu  napoveduje dve sojenji, opisani v papirusu Mayer A. Prvo je bilo povezano s tatovi grobnic Ramzesa II. in Setija I., drugo pa s tatvinami iz grobnic v nekropoli v Tebah. Povezava Abbottovega dokumenta s papirusom B.M 10052 je tudi sojenje tatvinam v grobnicah v Tebah, vendar se slednji ukvarja s podatki, ki so privedli do sojenja. Sojenja tatvinam grobnic v Tebah obravnava tudi papirus B.M 10403,  vendar navaja več podrobnosti o dokazih.